# Virginia Gamba

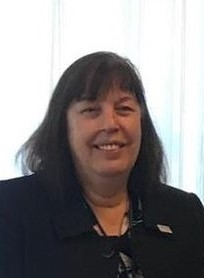
Virginia Gamba (2019)

Virginia Gamba de Potgieter (geb. 1954 in San Martín (Buenos Aires)) ist eine argentinische Diplomatin und seit 2017 die UN-Sonderbeauftragte für Kinder in bewaffneten Konflikten.

## Herkunft und Ausbildung
Virginia Gamba wurde 1954 in San Martín, einem Stadtteil von Buenos Aires, geboren. Sie studierte in Bolivien, Peru, der Schweiz, Spanien und Großbritannien. Sie erwarb einen Bachelor of Arts in Hispanistik und Amerikanistik an der University of Newcastle upon Tyne und absolvierte ein Masterstudium in strategischen Studien am University College of Wales in Aberystwyth.

## Karriere
Von 1984 bis 1986 war Virginia Gamba Direktorin des Zentrums für Militärtransformation der Republik Argentinien, die 1983 nach 7 Jahren Militärdiktatur zur Demokratie zurückgekehrt war. 1986 übernahm sie einen Lehrauftrag an der University of Maryland, von 1987 bis 1990 unterrichtete sie als Senior Lecturer für Latin American security studies am Department of War Studies des King’s College in London.
In den 1990er Jahren war sie Direktorin des Disarmament and Conflict Resolution Project des UN-Instituts für Abrüstungsforschung (UNIDIR) in Genf. 1998 leitete sie die Small Arms-Programme am Institute for Security Studies in Südafrika.
Von 2001 bis 2007 war Virginia Gamba Direktorin von South-South Interactions bei SaferAfrica. Bis 2009 arbeitete sie in der Folge als Expertin der Europäischen Union für die Entwicklung einer gemeinsamen Strategie zur Bekämpfung des illegalen Handels mit Kleinwaffen in Afrika.
2009 wurde Gamba stellvertretende Direktorin für Sicherheit und Schutz am Institut für öffentliche Sicherheit des argentinischen Ministerio de Justicia y Derechos Humanos.

### Tätigkeit für die UN
Von 2012 bis 2015 war Gamba Direktorin und stellvertretende Hohe Beauftragte für Abrüstungsfragen am UNODA. Danach war sie Leiterin des von der Organisation für das Verbot chemischer Waffen (OPCW) und den Vereinten Nationen (Sicherheitsratsbeschluss 2231 am 20. Juli 2015) eingerichteten Überprüfungsmechnismus zum Einsatz von Chemiewaffen in Syrien.
Am 12. April 2017 wurde sie von UN-Generalsekretär António Guterres als Nachfolgerin von Leila Zerrougui zur UN-Sonderbeauftragten für Kinder in bewaffneten Konflikten ernannt. Im Zentrum ihrer Arbeit stehen insbesondere sexualisierte Gewalt gegen Kinder und der Missbrauch als Kindersoldaten.
Im Mai 2023 wurde bekannt, dass sich Gamba mit der aufgrund massenhafter Kindesentführungen im Rahmen des Russischen Überfalls auf die Ukraine vom Haager Tribunal gesuchten Marija Lwowa-Belowa traf. Dieses Treffen sorgte für harsche Reaktionen seitens diverser Menschenrechtsgruppen sowie der US-amerikanischen Regierung. Gamba hatte vor ihrer Reise nach Russland die Ukraine besucht und diese für ihre Maßnahmen zum Schutz der vom Krieg massiv betroffenen Kinder und Jugendlichen gelobt.

## Sonstige Aktivitäten
- Vorstandsmitglied der Global Partnership to End Violence Against Children[8]
- Vorstandsmitglied Pugwash Conferences on Science and World Affairs von 1985 bis 1996

## Ehrungen
- 1995 nahm sie gemeinsam mit Joseph Rotblat als Vertreterin der Pugwash Conferences on Science and World Affairs den Friedensnobelpreis entgegen.